# 西方管燧鯛
西方管燧鯛輻鰭魚綱金眼鯛目燧鯛亞目燧鯛科的其中一種，發現於西南大西洋巴西亞馬遜河河口，棲息深度約229公尺，體長可達7.5公分，體具發光器官，夜行性。

## 擴展閱讀
維基物種上的相關：西方管燧鯛